# Caribou (boisson)
Pour les articles homonymes, voir Caribou (homonymie).

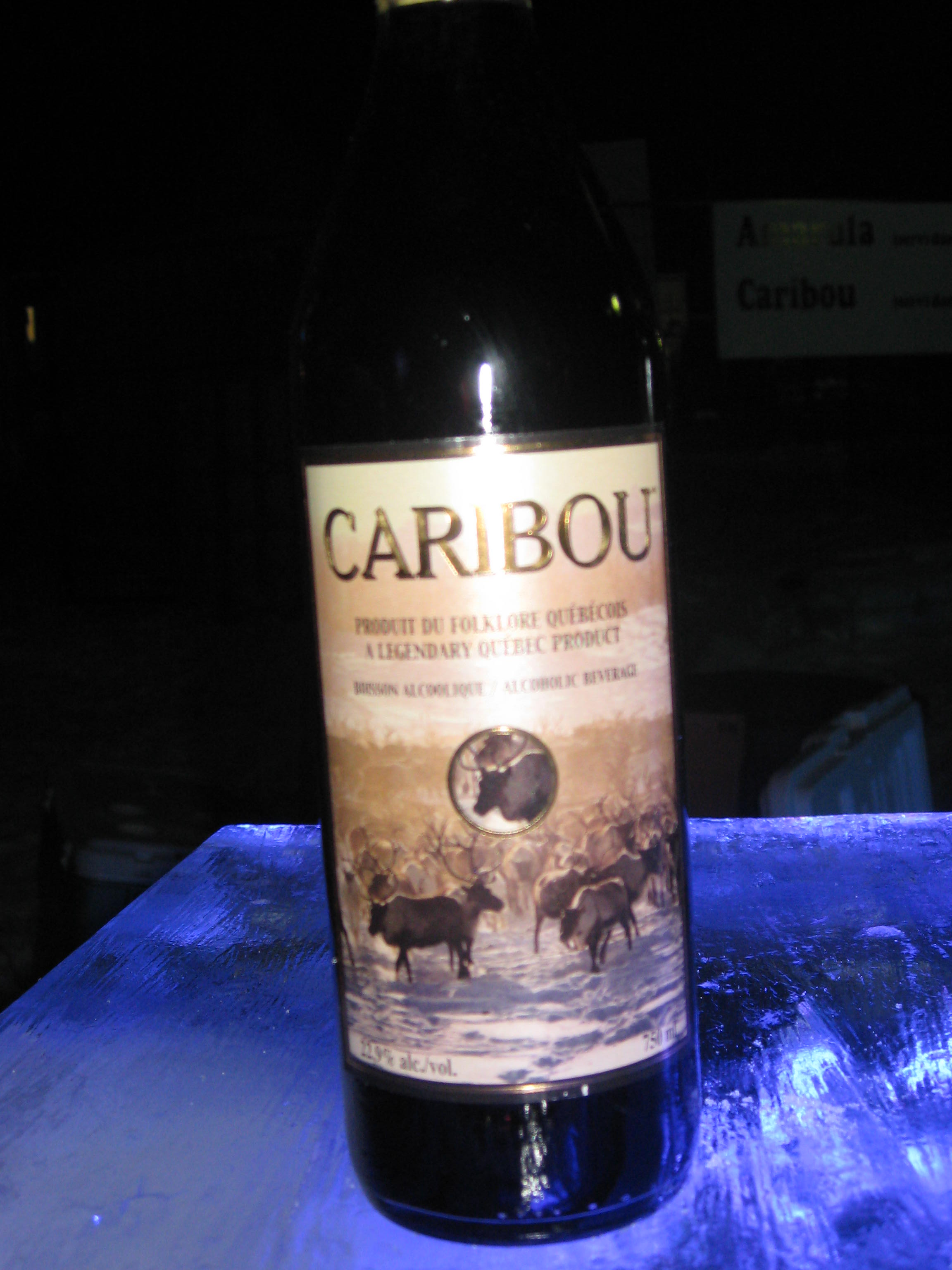
Photo de cet alcool durant le Carnaval de Québec.

Le caribou est une boisson traditionnelle québécoise composée de vin rouge et d'alcool fort. Le mot caribou vient du micmac et signifie « celui qui creuse la neige ».

## Consommation
Cette boisson est traditionnellement consommée lors du Carnaval de Québec, le Festival du voyageur au Manitoba, le carnaval souvenir de Chicoutimi (maintenant nommé les Hivernades) et au festival de la galette de sarrasin de Louiseville. De plus, lors de nombreux rassemblements, il est coutume d'offrir « un p'tit verre de caribou ». On peut servir le caribou froid ou chaud. On le sert froid dans des shooters alors qu'on le sert chaud dans une tasse, occasionnellement accompagné d'une tranche d'agrume et d'un bâton de cannelle.

## Recette
Le caribou peut être fabriqué à la maison, mais est aussi produit et vendu en bouteille.
Semblable au punch, le caribou contient un mélange de vin rouge et d'alcool fort (whisky, vodka, rhum, gin, etc). Une des recettes les plus courantes consiste à mélanger un vin fortifié et sucré comme le sherry canadien (rouge ou ambré) à de l'alcool éthylique (aussi appelé « whisky blanc », « wiss » ou « wess » selon la région). Il contient environ 75 % de vin et 25 % de l'autre alcool. Il s'agit d'augmenter le pouvoir enivrant du vin tout en édulcorant le deuxième alcool, chimiquement plus pur mais moindre au sens gustatif et olfactif. On peut ensuite ajouter des aromates tel que des clous de girofle, de la cannelle et de la noix de muscade.
La recette originale viendrait de la Voûte Chez Ti-Père qui avait un commerce situé sur la rue Sainte-Thérèse dans la basse-ville de Québec. Son établissement a ensuite déménagé dans le Vieux-Québec. La recette originale du Carnaval de Québec contient du brandy, de la vodka, du porto et du xérès. Le tout est chauffé, puis servi immédiatement.